# Kitty Hawk, North Carolina
Kitty Hawk là thị trấn ở Quận Dare, Bắc Carolina, và là một phần của cái gì đó được biết đến nằm ở Outer Banks của Bắc Carolina. Điều tra dân số Hoa Kỳ vào năm 2010 thì nơi đây có số dân đạt 3.272 người.Đây cũng là nơi mà Anh em nhà Wright bay thử nghiệm